# Ramona (TV-serie)
Ramona är en miniserie som ursprungligen visades i SVT 1 i två delar den 1-2 januari 2003. Serien har även visats i Norge och Finland. Serien regisserades av Harald Hamrell.

## Handling
Året är 1952 och kryptoanalytikern Ulrik Kernell värvas från FRA till den hemliga militära underrättelsetjänsten T-kontoret. Organisationen har en läcka vilket måste utredas.
Kernell blir involverad i en spionhärva som sträcker sig över Östersjön till det, av Sovjet ockuperade Estland.  

## Rollista
| Björn Bengtsson | Per Ulrik Kernell    |
| Annika Hallin   | Elisabeth Olsson     |
| Magnus Roosmann | Samuel Johansson     |
| Sten Ljunggren  | Tore Graan           |
| Svante Martin   | Leo                  |
| Morgan Alling   | Lars Sillén          |
| Christer Fant   | Chefredaktör         |
| Piret Kalda     | Hilje                |
| Robert Enckell  | Bolislav Hellat      |
| Erik Ruus       | Neeme                |
| Rein Oja        | MGB-chef             |
| Isabell Sollman | Marie-Louise Löfgren |
| Anna Lindholm   | Fru Sillén (röst)    |
| Torsten Wahlund | Speaker              |

### Fotnoter
1. ↑  Ramona på Svensk mediedatabas
2. ↑  Ramona på Svensk mediedatabas